# Amblyopappus
Amblyopappus  monotipski rod glavočika iz podtribusa Baeriinae. Jedina je vrsta A. pusillus, jednogodišnja raslinja iz Kalifornije, sjeverozapadnog Meksika, Čilea i s otočja Juan Fernández. Voli močvarna staništa.
Amblyopappus pusillus je aromatična jednogodišnja biljka s uspravnom stabljikom do 40 centimetara visine. Stabljika s godinama postaje tamnocrvena. Prekrivena je uskim mesnatim listovima, a svaka mala grana stabljike prekrivena je cvatom od jednog do nekoliko zaobljenih pupoljastih žutih cvjetova. Listovi su zeleni, često s crvenkastim rubovima.

## Sinonimi
- Aromia Nutt.
- Infantea J.Rémy